# Alfred von Neipperg
Alfredo, conde de Neipperg (Siedlce, 26 de enero de 1807- Winnenden, 16 de noviembre de 1865) fue un noble y militar alemán, conocido por sus relaciones con la realeza alemana de la época.

## Biografía

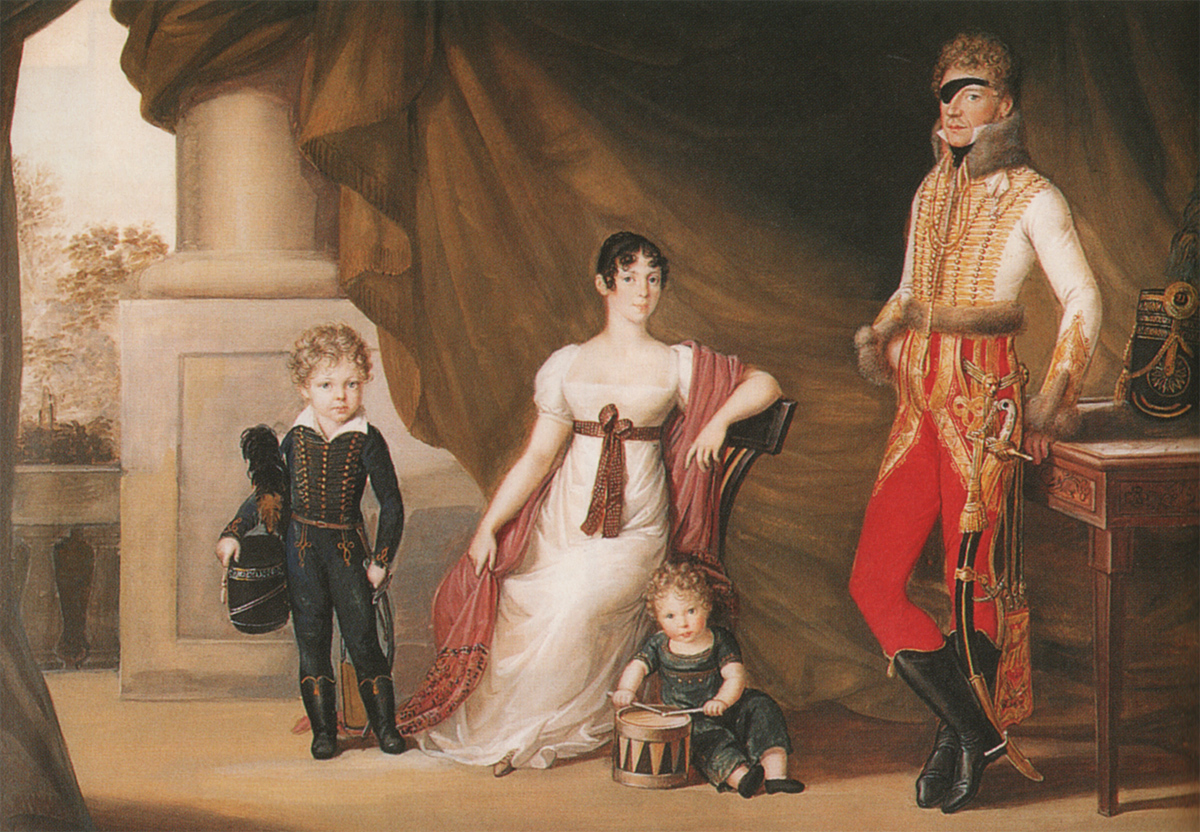
Alfred (dcha.) en un retrato junto con sus padres y su hermano Ferdinand.

Fue uno de los hijos habidos de la relación entre Adam Albert, conde de Neipperg; y la condesa Theresia Pola (1778-1815). Tuvo varios hermanos, los condes:
1. Ferdinand von Neipperg (1809-1843)
2. Gustav von Neipperg (1811-1850)
3. Erwin von Neipperg (1813-1897), que sucedería a Alfred como conde de Neipperg, tras la muerte de este último.

Alfred quedó huérfano de madre en 1815.
Hacia ese año de 1815, y tras la caída del Imperio francés, su padre comenzó una relación con María Luisa de Austria, consorte de Napoleón Bonaparte. La relación pudo materializarse por estar Napoleón preso en la isla de Santa Helena. La relación entre el padre de Alfred y María Luisa de Austria (que en 1815 sería nombrada soberana del ducado de Parma, trasladándose a esta ciudad) tendría como fruto dos hijos y finalizaría con un matrimonio secreto contraído el 7 de septiembre de 1821, tras la muerte de Napoleón Bonaparte. De esta relación, Alfred tendría dos medio hermanos:
- Albertina María de Montenuovo (1817-1867), que casó con Luigi Sanvitale, conde de Fontanellato
- Guillermo Alberto, conde de Montenuovo (1819-1895), luego creado príncipe de Montenuovo . Contrajo matrimonio con la condesa Juliana Batthyány von Németújvár.

Su padre murió en Parma en 1829, dejando a sus hijos por igual, por herederos de la villa de Schwaigern con su anexión de Burg Neipperg, los terrenos de caza en Kleingartach, Bönningheim y Erlingheim así como tierras en Schwaigern y un bosque cerca de Neipperg. Alfred y sus hermanos constituirían un fideicomiso sobre estos bienes en 1833. Este fideicomiso otorgaba a Alfred la propiedad y regulaba la sucesión en caso de fin de una línea de descendientes.
En 1835 contrajo matrimonio con su prima hermana, la noble italiana Giuseppina Grisoni, hija de su tía materna Mariana Pola. Giuseppina moriría el 17 de noviembre de 1837.

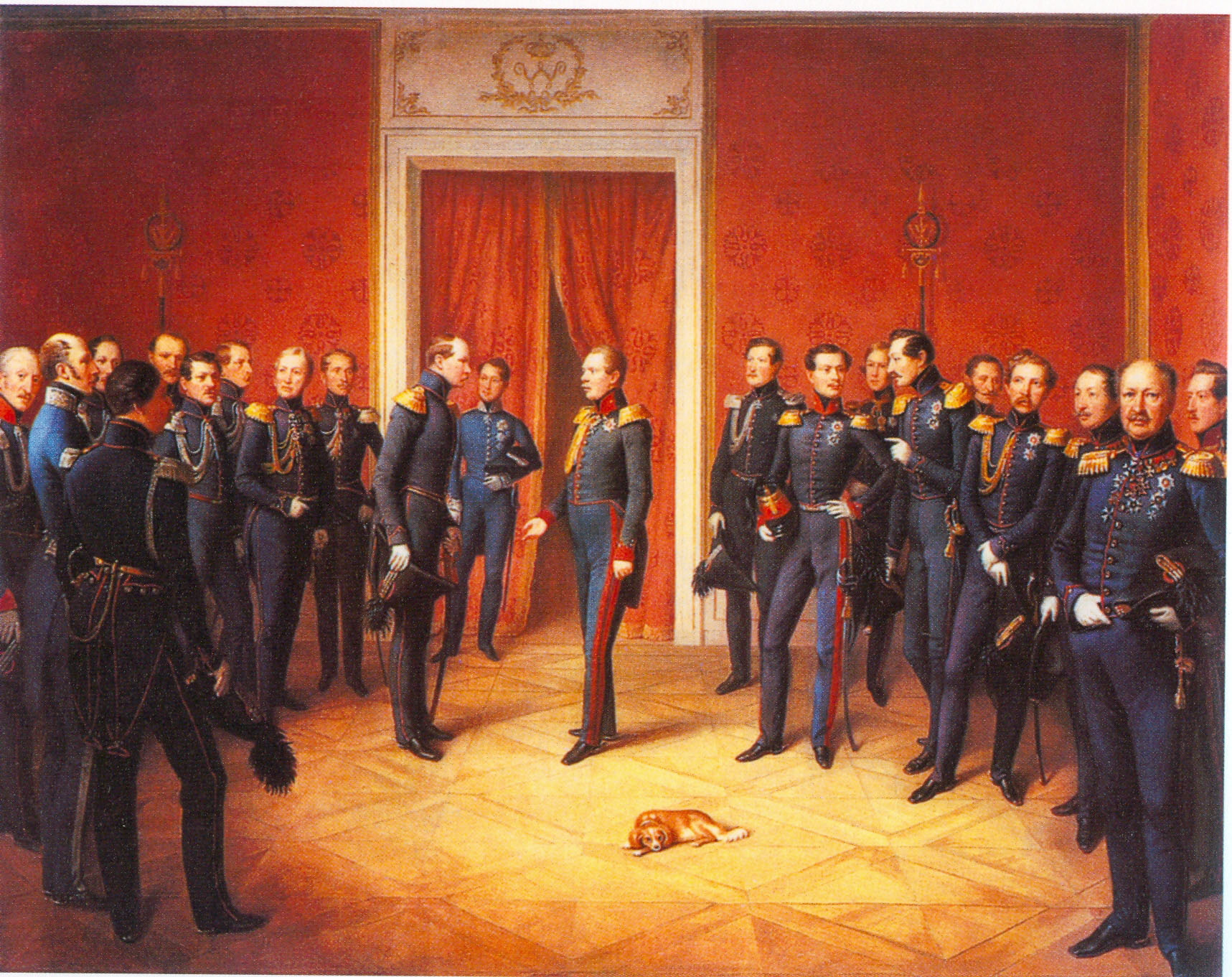
Cuadro que muestra a diversos militares del reino de Wurtemberg dando el parte a Guillermo I de Wurtemberg. El cuarto personaje por la derecha es Alfred, yerno del monarca. (1847)
El 19 de marzo de 1840 contrajo matrimonio con la princesa María de Wurtemberg, hija de Guillermo I de Wurtemberg. El enlace se produjo en la Marmorsaal del Palacio Nuevo de Stuttgart, capital del reino de Wurttemberg.
Murió el 16 de noviembre de 1865, siendo enterrado en el monumental mausoleo de la Casa de Wurtemberg en Stuttgart. Su viuda moriría en 1887, siendo enterrada junto con Alfred.

## Títulos y órdenes

### Títulos
| ● 20 de octubre de 1816-22 de febrero de 1829: | Su Alteza Ilustrísima (Erlaucht) el conde heredero de Neipperg |
| ● 19 de marzo de 1840-16 de noviembre de 1865: | Su Alteza Ilustrísima (Erlaucht) el conde de Neipperg          |

### Órdenes
- Caballero gran cruz de la Orden de la Corona ( Reino de Wurtemberg)[7][8]
- Senador de gran cruz de la Sagrada Orden Militar Constantiniana de San Jorge. ( Ducado de Parma)[8]
- Caballero de cuarta clase de la Orden de San Vladimiro ( Imperio ruso)[8]

### Empleos
- Miembro hereditario de la Primera Cámara de los Estados del reino de Wurtemberg.[9]
- General-mayor (Ejército del  Reino de Wurtemberg)[10]
- Chambelán del emperador de Austria. (1832[11])[10]